# Krynolina

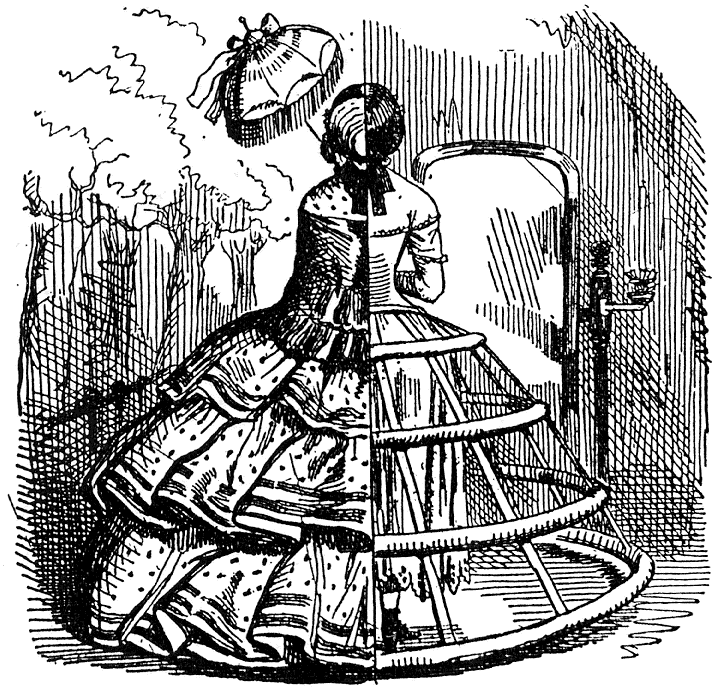
Rysunek krynoliny z 1856 roku

Krynolina (od wł. crino - końskie włosie, lino - len) — sztywna spódnica, suknia, halka w kształcie dzwonu modna w XIX wieku. Kształt krynolinie nadawały usztywnione halki, włosianka lub metalowe konstrukcje. Krynoliny były modne do ok. 1868.

## Historia

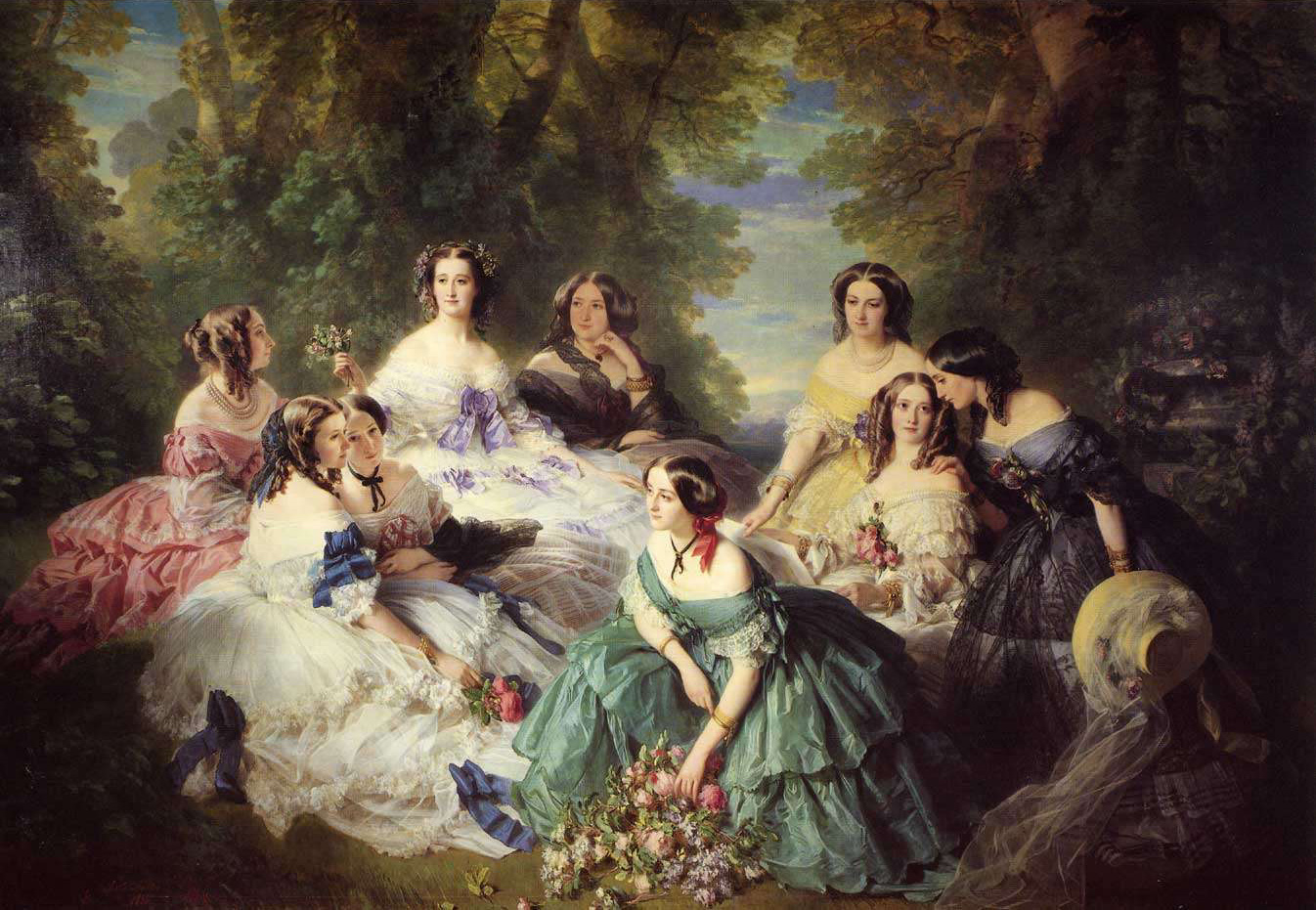
Eugenia, cesarzowa Francuzów, wraz z damami dworu prezentuje krynoliny

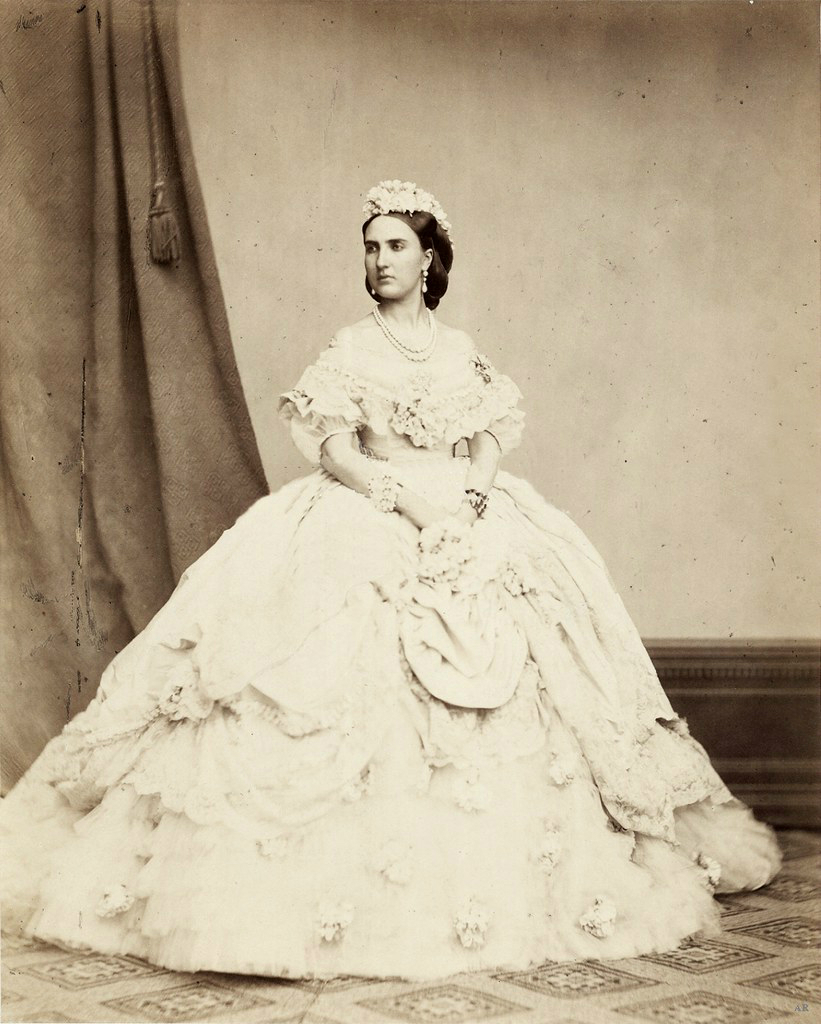
Maria Charlotta Koburg, cesarzowa Meksyku, w krynolinie

Krynolina nie była pierwszym dodatkiem zaprojektowanym, by utrzymywać suknię noszącej w odpowiedniej formie. Już w XVII i XVIII wieku znane i noszone były różne rodzaje usztywnionej halki. W XVIII wieku stosowano również rodzaj stelaża pod suknię, tzw. panier. 
W latach 1810–1820 po raz pierwszy zastosowano w sukniach kliny, które sprawiły, że już w następnej dekadzie spódnice znacznie się poszerzyły. 
Krynolina po raz pierwszy pojawiła się pod koniec lat 30. XIX wieku, wówczas jako usztywnienie stosowano kilka nakrochmalonych halek założonych pod spódnicę. Ok. 1840 halki zaczęto dodatkowo usztywniać końskim włosiem lub trzciną. Dodatkową szerokość uzyskiwano stosując naszywane rzędy falban. Rosnący ciężar spódnicy sprawił, że halki nie były w stanie utrzymać jej we właściwym kształcie. Wtedy to zaczęto stosować stelaż z drutu i taśm. W dalszym ciągu stosowano halki, ale teraz ich celem było przede wszystkim ukrycie stelaża. Wraz z wprowadzeniem stelaży zmienił się kształt krynolin, początkowo o kształcie stożka, ze stelażem stały się szerokie i spłaszczone z przodu. 
W 1856 roku krynolina w formie metalowej klatki została opatentowana przez amerykańskiego inżyniera Thomsona. Konstrukcja ta składała się z obręczy wykonanych ze stalowych listew i tasiemek oplatających talię noszącej. Do spopularyzowania krynolin w Europie przyczyniła się francuska cesarzowa Eugenia. 
W odróżnieniu od swoich poprzedniczek, krynolina przyjęła się we wszystkich warstwach społeczeństwa. Masowa produkcja uczyniła ją towarem ogólnodostępnym. 

## Wady i rezygnacja z krynoliny

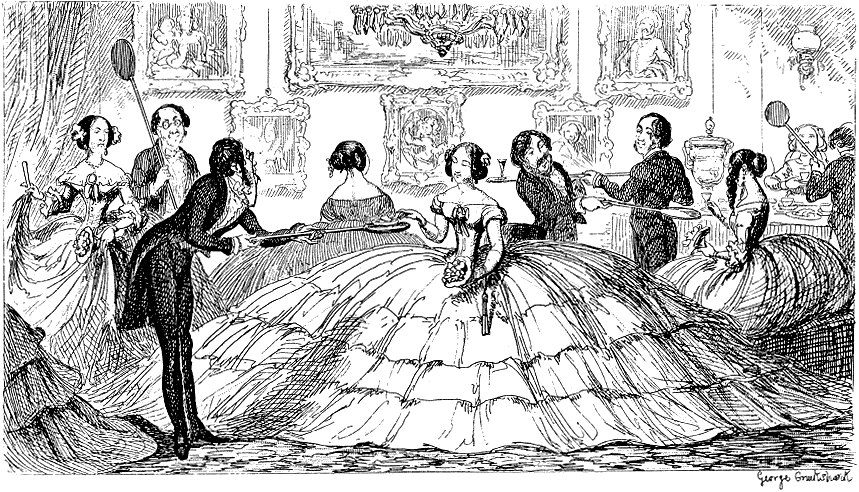
Karykatura XIX-wieczna

Do rezygnacji z krynolin przyczyniła się ich niefunkcjonalność. Szerokie krynoliny (ich średnica mogła osiągać 180 cm) utrudniały chodzenie i siadanie, szerokie spódnice strącały przedmioty i były przydeptywane. Lekkość krynoliny na stelażu powodowała, że była ona łatwo unoszona przez podmuchy wiatru, pokazując nogi, co wówczas mogło być poczytane za skandal.  
Krynoliny mogły być niebezpieczne - noszone przez pracownice w fabrykach bywały wciągane w maszyny. Mogły też łatwo ulec zapaleniu - materiały, z których były szyte były łatwopalne, a ich wielkość nie pozwalała na szybkie zauważenie zagrożenia. 

## Krynoliny dziś
Krynoliny wciąż są noszone, zwykle jako część stroju na specjalne okazje, takie jak bale czy śluby. Współczesna krynolina składa się najczęściej z kilku warstw sztywnej siatki wykonanej z tworzyw sztucznych. Często dodaje się falbany, by zwiększyć jej objętość. 